# Séries éliminatoires de la Coupe Stanley 1938
Année précédente Année suivante
Les séries éliminatoires de la Coupe Stanley 1938 font suite à la saison 1937-1938 de la Ligue nationale de hockey. Les Black Hawks de Chicago remportent la Coupe Stanley en battant en finale les Maple Leafs de Toronto sur le score de 3 matchs à 1.

## Tableau récapitulatif
|  | Quarts de finale | Quarts de finale      | Quarts de finale | Quarts de finale |   |                     | Demi-finales | Demi-finales | Demi-finales | Demi-finales |  |  | Finale | Finale | Finale | Finale |
|  |                  |                       |                  |                  |   |                     |              |              |              |              |  |  |        |        |        |        |
|  |                  |                       |                  |                  |   |                     |              |              |              |              |  |  |        |        |        |        |
|  |                  |                       |                  |                  |   |                     |              |              |              |              |  |  |        |        |        |        |
|  |                  |                       |                  |                  |   |                     |              |              |              |              |  |  |        |        |        |        |
|  |                  |                       |                  |                  |   |                     |              |              |              |              |  |  |        |        |        |        |
|  |                  |                       |                  |                  |   |                     |              |              |              |              |  |  |        |        |        |        |
|  | 1                | Boston                | 0                | 0                |   |                     |              |              |              |              |  |  |        |        |        |        |
|  | 1                | Boston                | 0                | 0                |   |                     |              |              |              |              |  |  |        |        |        |        |
|  |                  |                       | 2                | Toronto          | 3 | 3                   |              |              |              |              |  |  |        |        |        |        |
|  |                  |                       |                  |                  | 3 | 3                   |              |              |              |              |  |  |        |        |        |        |
|  |                  |                       |                  |                  |   |                     |              |              |              |              |  |  |        |        |        |        |
|  |                  |                       |                  |                  |   |                     |              |              |              |              |  |  |        |        |        |        |
|  | 1                | Toronto               | 1                | 1                |   |                     |              |              |              |              |  |  |        |        |        |        |
|  | 1                | Toronto               | 1                | 1                |   |                     |              |              |              |              |  |  |        |        |        |        |
|  |                  |                       | 6                | Chicago          | 3 | 3                   |              |              |              |              |  |  |        |        |        |        |
|  | 3                | Rangers de New York   | 6                | Chicago          | 3 | 3                   | 2            | 2            |              |              |  |  |        |        |        |        |
|  | 3                | Rangers de New York   |                  |                  |   |                     |              |              |              |              |  |  |        |        |        |        |
|  | 4                | Americans de New York | 1                | 1                |   |                     |              |              |              |              |  |  |        |        |        |        |
|  | 4                | Americans de New York | 1                | 1                | 3 | Rangers de New York | 1            | 1            |              |              |  |  |        |        |        |        |
|  |                  |                       |                  |                  | 3 | Rangers de New York | 1            | 1            |              |              |  |  |        |        |        |        |
|  |                  |                       | 6                | Chicago          | 2 | 2                   |              |              |              |              |  |  |        |        |        |        |
|  | 5                | Montréal              | 6                | Chicago          | 2 | 2                   | 1            | 1            |              |              |  |  |        |        |        |        |
|  | 5                | Montréal              |                  |                  |   |                     |              | 1            |              |              |  |  |        |        |        |        |
|  | 6                | Chicago               | 2                | 2                |   |                     |              |              |              |              |  |  |        |        |        |        |
|  | 6                | Chicago               | 2                | 2                |   |                     |              |              |              |              |  |  |        |        |        |        |
|  |                  |                       |                  |                  |   |                     |              |              |              |              |  |  |        |        |        |        |

## Détails des séries

### Quarts de finale

#### Rangers de New York contre Americans de New York
| 22 mars | Rangers de New York | 1-2 (2 pr) (1-0, 0-1, 0-0, 0-0, 0-1) | Americans de New York | Madison Square Garden 15 000 spectateurs |

| Feuille de match | Feuille de match                          | Feuille de match | Feuille de match                                                                 | Feuille de match                       |
| ---------------- | ----------------------------------------- | ---------------- | -------------------------------------------------------------------------------- | -------------------------------------- |
|                  | Dillon (Heller, Patrick) — 1 min 30 s - - | 1-0 1-1 1-2      | - Beattie (H. Smith, Sorrell) — 29 min 26 s Sorrell (Wiseman) — 81 min 25 s (SN) | Arbitrage : Mickey Ion Johnny Mitchell |
| Kerr             | Gardiens                                  | Robertson        |                                                                                  | Arbitrage : Mickey Ion Johnny Mitchell |
|                  |                                           |                  |                                                                                  | Arbitrage : Mickey Ion Johnny Mitchell |
|                  |                                           |                  |                                                                                  | Arbitrage : Mickey Ion Johnny Mitchell |

| 24 mars | Americans de New York | 3-4 (0-1, 1-2, 2-1) | Rangers de New York | Madison Square Garden 15 175 spectateurs |

| Feuille de match | Feuille de match                                                                           | Feuille de match            | Feuille de match                                                                                             | Feuille de match                        |
| ---------------- | ------------------------------------------------------------------------------------------ | --------------------------- | --- | --------------------------------------- |
|                  | - Anderson (Wiseman) — 32 min 33 s Sorrell — 47 min 13 s - Sorrell (Stewart) — 57 min 58 s | 0-1 0-2 0-3 1-3 2-3 2-4 3-4 | Hextall (Watson) — 11 min 28 s C. Smith (Colville) — 24 min 5 s Shibicky — 28 min 37 s - C. Smith — 55 min - | Arbitrage : Clarence Campbell Cecil Dye |
| Robertson        | Gardiens                                                                                   | Kerr                        | | Arbitrage : Clarence Campbell Cecil Dye |
|                  |                                                                                            |                             | | Arbitrage : Clarence Campbell Cecil Dye |
|                  |                                                                                            |                             | | Arbitrage : Clarence Campbell Cecil Dye |

| 27 mars | Rangers de New York | 2-3 (4 pr) (0-0, 2-0, 0-2, 0-0, 0-0, 0-0, 0-1) | Americans de New York | Madison Square Garden 16 350 spectateurs |

| Feuille de match | Feuille de match                                                              | Feuille de match    | Feuille de match                                                                                               | Feuille de match                      |
| ---------------- | ----------------------------------------------------------------------------- | ------------------- | --- | ------------------------------------- |
|                  | Shibicky (Colville, Keeling) — 26 min 27 s Hextall (Watson) — 27 min 31 s - - | 1-0 2-0 2-1 2-2 2-3 | - Carr (Beattie) — 44 min 36 s Stewart (Gallagher, Wiseman) — 50 min 38 s Carr (Jerwa, Chapman) — 120 min 40 s | Arbitrage : Bert McCaffrey A.G. Smith |
| Kerr             | Gardiens                                                                      | Robertson;          | | Arbitrage : Bert McCaffrey A.G. Smith |
|                  |                                                                               |                     | | Arbitrage : Bert McCaffrey A.G. Smith |
|                  |                                                                               |                     | | Arbitrage : Bert McCaffrey A.G. Smith |

#### Montréal contre Chicago
| 22 mars | Canadiens de Montréal | 6-4 (1-1, 2-1, 3-2) | Black Hawks de Chicago | Forum de Montréal 10 000 spectateurs |

| Feuille de match | Feuille de match | Feuille de match                        | Feuille de match | Feuille de match                        |
| ---------------- | --- | --------------------------------------- | --- | --------------------------------------- |
|                  | - Siebert (Haynes, Gagnon) — 10 min 58 s - Blake (Siebert, Gagnon) — 33 min 38 s Goupille — 38 min 45 s - Blake (Gagnon, Haynes) — 51 min 32 s - Blake — 57 min 32 s Goupille (Haynes) — 58 min 40 s | 0-1 1-1 1-2 2-2 3-2 3-3 4-3 4-4 5-4 6-4 | P. Thompson (Romnes, March) — 1 min 31 s - March (Seibert) — 32 min 23 s - Gottselig (March, Romnes) — 49 min 30 s - Dahlstrom (Shill, Jenkins) — 51 min 51 s - - | Arbitrage : Cecil Dye Clarence Campbell |
| Cude             | Gardiens | Karakas                                 | | Arbitrage : Cecil Dye Clarence Campbell |
|                  | |                                         | | Arbitrage : Cecil Dye Clarence Campbell |
|                  | |                                         | | Arbitrage : Cecil Dye Clarence Campbell |

| 24 mars | Black Hawks de Chicago | 4-0 (1-0, 0-0, 3-0) | Canadiens de Montréal | Chicago Stadium |

| Feuille de match | Feuille de match | Feuille de match | Feuille de match | Feuille de match                      |
| ---------------- | --- | ---------------- | ---------------- | ------------------------------------- |
|                  | Seibert — 17 min 58 s Seibert — 50 min 6 s Gottselig (Voss, Jenkins) — 53 min 34 s P. Thompson (March, Voss) — 59 min 59 s | 1-0 2-0 3-0 4-0  |                  | Arbitrage : A.G. Smith Bert McCaffrey |
| Karakas          | Gardiens | Cude             |                  | Arbitrage : A.G. Smith Bert McCaffrey |
|                  | |                  |                  | Arbitrage : A.G. Smith Bert McCaffrey |
|                  | |                  |                  | Arbitrage : A.G. Smith Bert McCaffrey |

| 26 mars | Canadiens de Montréal | 2-3 (pr) (0-1, 1-0, 1-1, 0-1) | Black Hawks de Chicago | Forum de Montréal 11 350 spectateurs |

| Feuille de match | Feuille de match                                                | Feuille de match    | Feuille de match                                                                                           | Feuille de match                       |
| ---------------- | --------------------------------------------------------------- | ------------------- | --- | -------------------------------------- |
|                  | - Gagnon (Blake, Haynes) — 23 min 52 s Mantha — 52 min 46 s - - | 0-1 1-1 2-1 2-2 2-3 | Gottselig (MacKenzie) — 18 min 24 s - Seibert (Gottselig) — 58 min 34 s P. Thompson (Trudel) — 71 min 49 s | Arbitrage : Mickey Ion Johnny Mitchell |
| Cude             | Gardiens                                                        | Karakas             | | Arbitrage : Mickey Ion Johnny Mitchell |
|                  |                                                                 |                     | | Arbitrage : Mickey Ion Johnny Mitchell |
|                  |                                                                 |                     | | Arbitrage : Mickey Ion Johnny Mitchell |

### Demi-finales

#### Boston contre Toronto
| 24 mars | Maple Leafs de Toronto | 1-0 (2 pr) (0-0, 0-0, 0-0, 0-0, 1-0) | Bruins de Boston | Maple Leaf Gardens 13 415 spectateurs |

| Feuille de match | Feuille de match             | Feuille de match | Feuille de match | Feuille de match                       |
| ---------------- | ---------------------------- | ---------------- | ---------------- | -------------------------------------- |
|                  | Parsons (Metz) — 81 min 32 s | 1-0              | -                | Arbitrage : Mickey Ion Johnny Mitchell |
| Broda            | Gardiens                     | T. Thompson      |                  | Arbitrage : Mickey Ion Johnny Mitchell |
|                  |                              |                  |                  | Arbitrage : Mickey Ion Johnny Mitchell |
|                  |                              |                  |                  | Arbitrage : Mickey Ion Johnny Mitchell |

| 26 mars | Maple Leafs de Toronto | 2-1 (0-0, 1-0, 1-1) | Bruins de Boston | Maple Leaf Gardens 15 341 spectateurs |

| Feuille de match | Feuille de match                                            | Feuille de match | Feuille de match                  | Feuille de match                        |
| ---------------- | ----------------------------------------------------------- | ---------------- | --------------------------------- | --------------------------------------- |
|                  | Kelly (Parsons, Metz) — 34 min 36 s - Drillon — 48 min 57 s | 1-0 1-1 2-1      | - Sands (Hollett) — 47 min 38 s - | Arbitrage : Clarence Campbell Cecil Dye |
| Broda            | Gardiens                                                    | T. Thompson      |                                   | Arbitrage : Clarence Campbell Cecil Dye |
|                  |                                                             |                  |                                   | Arbitrage : Clarence Campbell Cecil Dye |
|                  |                                                             |                  |                                   | Arbitrage : Clarence Campbell Cecil Dye |

| 29 mars | Bruins de Boston | 2-3 (pr) (0-0, 0-1, 2-1, 0-1) | Maple Leafs de Toronto | Boston Garden 16 523 spectateurs |

| Feuille de match | Feuille de match                                                          | Feuille de match    | Feuille de match                                                                                   | Feuille de match                      |
| ---------------- | ------------------------------------------------------------------------- | ------------------- | -------------------------------------------------------------------------------------------------- | ------------------------------------- |
|                  | - Cowley (Sands, Getliffe) — 43 min 24 s - Cowley (Shore) — 56 min 49 s - | 0-1 1-1 1-2 2-2 2-3 | Drillon (Apps) — 21 min 16 s - Kelly (Parsons) — 45 min 2 s - Drillon (Apps, Kampman) — 70 min 4 s | Arbitrage : A.G. Smith Bert McCaffery |
| T. Thompson      | Gardiens                                                                  | Broda               | | Arbitrage : A.G. Smith Bert McCaffery |
|                  |                                                                           |                     | | Arbitrage : A.G. Smith Bert McCaffery |
|                  |                                                                           |                     | | Arbitrage : A.G. Smith Bert McCaffery |

#### Americans de New York contre Chicago
| 29 mars | Americans de New York | 3-1 (0-1, 1-1, 2-0) | Black Hawks de Chicago | Madison Square Garden |

| Feuille de match | Feuille de match | Feuille de match | Feuille de match                | Feuille de match                       |
| ---------------- | --- | ---------------- | ------------------------------- | -------------------------------------- |
|                  | - Stewart (Carr, Anderson) — 36 min 47 s Sorrell (Beattie, H. Smith) — 55 min 52 s Schriner (Anderson) — 59 min 8 s | 0-1 1-1 2-1 3-1  | Voss (Jenkins) — 5 min 19 s - - | Arbitrage : Mickey Ion Johnny Mitchell |
| Robertson        | Gardiens | Karakas          |                                 | Arbitrage : Mickey Ion Johnny Mitchell |
|                  | |                  |                                 | Arbitrage : Mickey Ion Johnny Mitchell |
|                  | |                  |                                 | Arbitrage : Mickey Ion Johnny Mitchell |

| 31 mars | Black Hawks de Chicago | 1-0 (2 pr) (0-0, 0-0, 0-0, 0-0, 1-0) | Americans de New York | Chicago Stadium 13 500 spectateurs |

| Feuille de match | Feuille de match                | Feuille de match | Feuille de match | Feuille de match                        |
| ---------------- | ------------------------------- | ---------------- | ---------------- | --------------------------------------- |
|                  | Dahlstrom (Trudel) — 93 min 1 s | 1-0              | -                | Arbitrage : Cecil Dye Clarence Campbell |
| Karakas          | Gardiens                        | Robertson        |                  | Arbitrage : Cecil Dye Clarence Campbell |
|                  |                                 |                  |                  | Arbitrage : Cecil Dye Clarence Campbell |
|                  |                                 |                  |                  | Arbitrage : Cecil Dye Clarence Campbell |

| 3 avril | Americans de New York | 2-3 (1-0, 0-2, 1-1) | Black Hawks de Chicago | Madison Square Garden |

| Feuille de match | Feuille de match                                                                         | Feuille de match    | Feuille de match                                                                                    | Feuille de match                      |
| ---------------- | ---------------------------------------------------------------------------------------- | ------------------- | --------------------------------------------------------------------------------------------------- | ------------------------------------- |
|                  | Carr (Stewart, Anderson) — 19 min 40 s (SN) - Beattie (H. Smith, Anderson) — 56 min 29 s | 1-0 1-1 1-2 1-3 2-3 | - Seibert (Wiebe) — 34 min 53 s Levinsky (Shill) — 37 min 43 s Romnes (P. Thompson) — 55 min 53 s - | Arbitrage : A.G. Smith Bert McCaffrey |
| Robertson        | Gardiens                                                                                 | Karakas             | | Arbitrage : A.G. Smith Bert McCaffrey |
|                  |                                                                                          |                     | | Arbitrage : A.G. Smith Bert McCaffrey |
|                  |                                                                                          |                     | | Arbitrage : A.G. Smith Bert McCaffrey |

### Finale
| 5 avril | Maple Leafs de Toronto | 1-3 (1-1, 0-1, 0-1) | Black Hawks de Chicago | Maple Leaf Gardens 13 737 spectateurs |

| Feuille de match | Feuille de match                    | Feuille de match | Feuille de match                                                                                         | Feuille de match                       |
| ---------------- | ----------------------------------- | ---------------- | --- | -------------------------------------- |
|                  | Drillon (Davidson) — 1 min 53 s - - | 1-0 1-1 1-2 1-3  | - Gottselig (Dahlstrom, Romnes) — 17 min 15 s P. Thompson (Seibert) — 21 min 50 s Gottselig — 52 min 8 s | Arbitrage : Mickey Ion Johnny Mitchell |
| Broda            | Gardiens                            | Moore            | | Arbitrage : Mickey Ion Johnny Mitchell |
|                  |                                     |                  | | Arbitrage : Mickey Ion Johnny Mitchell |
|                  |                                     |                  | | Arbitrage : Mickey Ion Johnny Mitchell |

| 7 avril | Maple Leafs de Toronto | 5-1 (1-1, 1-0, 3-0) | Black Hawks de Chicago | Maple Leaf Gardens 14 479 spectateurs |

| Feuille de match | Feuille de match | Feuille de match        | Feuille de match           | Feuille de match                      |
| ---------------- | --- | ----------------------- | -------------------------- | ------------------------------------- |
|                  | Drillon (Apps, Thoms) — 1 min 42 s - Jackson (Thoms) — 26 min 10 s Drillon (Apps, Hamilton) — 49 min 44 s Parsons (Kelly, Fowler) — 50 min 29 s Parsons (Kelly, Horner) — 51 min 8 s | 1-0 1-1 2-1 3-1 4-1 5-1 | - Seibert — 8 min 31 s - - | Arbitrage : Bert McCaffrey A.G. Smith |
| Broda            | Gardiens | Goodman                 |                            | Arbitrage : Bert McCaffrey A.G. Smith |
|                  | |                         |                            | Arbitrage : Bert McCaffrey A.G. Smith |
|                  | |                         |                            | Arbitrage : Bert McCaffrey A.G. Smith |

| 10 avril | Black Hawks de Chicago | 2-1 (0-1, 1-0, 1-0) | Maple Leafs de Toronto | Chicago Stadium 18 497 spectateurs |

| Feuille de match | Feuille de match                                                                   | Feuille de match | Feuille de match                          | Feuille de match                        |
| ---------------- | ---------------------------------------------------------------------------------- | ---------------- | ----------------------------------------- | --------------------------------------- |
|                  | - Voss (Gottselig, Jenkins) — 36 min 2 s Romnes (March, P. Thompson) — 55 min 55 s | 0-1 1-1 2-1      | Apps (Davidson, Drillon) — 1 min 35 s - - | Arbitrage : Cecil Dye Clarence Campbell |
| Karakas          | Gardiens                                                                           | Broda            |                                           | Arbitrage : Cecil Dye Clarence Campbell |
|                  |                                                                                    |                  |                                           | Arbitrage : Cecil Dye Clarence Campbell |
|                  |                                                                                    |                  |                                           | Arbitrage : Cecil Dye Clarence Campbell |

| 12 avril | Black Hawks de Chicago | 4-1 (1-1, 2-0, 1-0) | Maple Leafs de Toronto | Chicago Stadium 17 204 spectateurs |

| Feuille de match | Feuille de match | Feuille de match    | Feuille de match                    | Feuille de match                       |
| ---------------- | --- | ------------------- | ----------------------------------- | -------------------------------------- |
|                  | Dahlstrom (Shill, Trudel) — 5 min 52 s - Voss (Gottselig, Jenkins) — 36 min 45 s Shill — 37 min 58 s March (P. Thompson, Romnes) — 56 min 24 s | 1-0 1-1 2-1 3-1 4-1 | - Drillon (Fowler) — 8 min 26 s - - | Arbitrage : Mickey Ion Johnny Mitchell |
| Karakas          | Gardiens | Broda               |                                     | Arbitrage : Mickey Ion Johnny Mitchell |
|                  | |                     |                                     | Arbitrage : Mickey Ion Johnny Mitchell |
|                  | |                     |                                     | Arbitrage : Mickey Ion Johnny Mitchell |

## Effectif champion
- Joueurs : Bert Connelly, Cully Dahlstrom, Paul Goodman, Johnny Gottselig (capitaine), Busher Jackson, Roger Jenkins, Virgil Johnson, Mike Karakas, Alex Levinsky, Bill MacKenzie, Mush March, Alfred Moore, Pete Palangio, Doc Romnes, Jack Shill,  Earl Seibert, Paul Thompson, Louis Trudel, Carl Voss et Art Wiebe
- Président, directeur général : Frederic McLaughlin
- Entraîneur : Bill Stewart